# Ewelina Kamczyk
Ewelina Kamczyk (ur. 22 lutego 1996 w Wodzisławiu Śląskim) – polska piłkarka, występująca na pozycji bocznej pomocniczki we francuskim FC Fleury 91, reprezentantka kraju.

## Kariera klubowa
Trenowanie piłki nożnej rozpoczynała w LKS Krzyżanowice, następnie grała w Czarnych Gorzyce, z którym w 2012 r. awansowała do I ligi.
Na początku 2013 r. przeszła do Unii Racibórz, z którą w sezonie 2012/13 zdobyła tytuł mistrzyni Polski.
W styczniu 2014 r. na skutek zlikwidowania Unii Racibórz spowodowanego problemami finansowymi - wraz z Gabrielą Grzywińską - przeszła do Medyka Konin, z którym w 2014 r. i 2015 r. zdobyła mistrzostwo i Puchar Polski.
Po zakończeniu sezonu 2014/2015 przeniosła się do Górnika Łęczna w barwach którego w sezonach 2015/16 i 2016/17 zdobyła dwa Wicemistrzostwa oraz dwa razy dotarła do finału Pucharu Polski. Ponadto w sezonie 2016/17 została Królową Strzelczyń Ekstraligi z dorobkiem 29 goli w 25 meczach, stając się tym samym najmłodszą królową strzelczyń w dziejach kobiecej Ekstraligi. 2 września 2017 w wygranym 0:1 meczu przeciwko Czarnym Sosnowiec rozegrała 100 spotkanie w historii swoich występów w Ekstralidze kobiet. Ten wyczyn udał się jej jako pierwszej zawodniczce ze złotej drużyny mistrzostw Europy U17 z 2013 r.. W sezonie 2017/18 wraz z Górnikiem zdobyła pierwsze w historii tego klubu Mistrzostwo oraz Puchar Polski, w finale którego górniczki pokonały drużynę Czarnych Sosnowiec 3:1. Przełomowym momentem na drodze do Mistrzostwa Polski było wyjazdowe spotkanie z Medykiem Konin, które dla samej Eweliny okazało się być jednym z najlepszych spotkań w jej dotychczasowej karierze. Górnik w wyjazdowym meczu 1 kolejki zremisował z UKS SMS Łódź 1:1, natomiast w 10. kolejce grając przeciwko AZS PWSZ Wałbrzych przegrał u siebie 0:1. Mając na uwadze fakt, że aktualny Mistrz i główny rywal Medyk Konin na tamten moment wygrał wszystkie swoje spotkania, a także to iż w ostatnich latach 1-2 słabsze występy potrafiły zadecydować o mistrzostwie Polski, to tytuł dla Górnika stanął pod wielkim znakiem zapytania. W 11. kolejce łęcznianki pojechały do Konina wiedząc, że porażka może im odebrać szanse na Mistrzostwo w tym sezonie. Górniczki przez całe spotkanie prezentowały się lepiej od koninianek, niemniej sam mecz okazał się być bardzo przewrotny. Co prawda Ewelina Kamczyk w 20 minucie strzeliła bramkę na 0:1, ale w 39 minucie po rzucie karny podyktowanym za faul na Lilianie Kostova, Patrycji Balcerzak udało się wyrównać na 1:1. W 60. minucie po faulu w polu karnym na Nikol Kaletce została podyktowana kolejna jedenastka, którą ponownie wykorzystała Balcerzak, a 4 minuty później do bramki łęcznianek trafiła Anna Gawrońska. Górnik jeszcze na 11 minut przed końcowym gwizdkiem przegrywał 3:1 i tylko dzięki ogromnej determinacji całego zespołu, i znakomitej postawie Eweliny Kamczyk zdołał odwrócić losy spotkania na swoją korzyść. Kamczyk w tak krótkim czasie udało się trafić do siatki jeszcze trzy razy w 79. i 90. minucie (po rzucie karnym podyktowanym za faul na Dominice Grabowskiej) oraz w doliczonym czasie. Tym samym końcowy rezultat 3:4 przedłużył nadzieje Górnika na tytuł, który łęcznianki ostatecznie wywalczyły na trzy kolejki przed końcem rozgrywek, kiedy to w 24 kolejce pokonały u siebie ASZ PWSZ Wałbrzych 2:1. Sezon 2017/18, podobnie jak poprzedni, był dla niej bardzo udany pod kątem strzeleckim, ponownie została królową strzelczyń Ekstraligi z dorobkiem 35 goli w 26 meczach, natomiast w Pucharze Polski w 4 meczach udało jej się trafić do siatki aż 6 razy.
Po zakończeniu sezonu 2020/21 jako wolna zawodniczka związała się nowym kontraktem z francuskim FC Fleury 91.

## Kariera reprezentacyjna
Na rozegranych w czerwcu 2013 r. mistrzostwach Europy do lat 17 zdobyła wraz z reprezentacją Polski U-17 złote medale. W meczu finałowym strzeliła jedyną bramkę, dającą Polsce zwycięstwo ze Szwecją.
W reprezentacji seniorek zadebiutowała 9 marca 2014 w zwycięskim (3:1) meczu towarzyskim przeciwko Chorwacji podczas turnieju Istria Women's Cup. Pierwszą bramkę dla drużyny narodowej strzeliła natomiast 16 lipca 2014, w wygranym 5:1 spotkaniu przeciwko Estonii. W marcu 2017 r. wraz z kadrą Polski wygrała turniej Gold City Women's Cup w Turcji, pokonując Kosowo 5:0, remisując z Rumunią 2:2 i pokonując Turcję 2:1. Kamczyk wystąpiła we wszystkich trzech spotkaniach. W 2019 r. wraz z reprezentacją wywalczyła srebro w prestiżowym portugalskim turnieju towarzyskim Pucharu Algarve, do którego Polki przystąpiły jako najniżej notowana drużyna w rankingu FIFA. Została powołana na EURO 2025 w Szwajcarii.

## Sukcesy

### Klubowe
- Mistrzostwo Polski (2012/13, 2013/14, 2014/15, 2017/18, 2018/19, 2019/20)
- Wicemistrzostwo Polski (2015/16, 2016/17)
- Brązowy medal Mistrzostw Polski (2020/21)
- Puchar Polski (2013/14, 2014/15, 2017/18, 2019/20)
- Finał Pucharu Polski (2012/13, 2015/16, 2016/17)

### Reprezentacyjne
- Mistrzostwo Europy do lat 17 (2013)

### Indywidualne
- Królowa strzelczyń Ekstraligi (2016/17, 2017/18, 2018/19, 2019/20, 2020/21)